# Caligo pavonides
Caligo pavonides är en fjärilsart som beskrevs av Hans Fruhstorfer 1912. Caligo pavonides ingår i släktet Caligo och familjen praktfjärilar. Inga underarter finns listade i Catalogue of Life.